# Shipman 28
Shipman 28 är en kölbåt som ritades i slutet av 1960-talet av Olle Enderlein. Den tillverkades av varvet Fiberman AB i Visby mellan 1969 och 1973, och därefter av Shipman Sweden AB. Shipman 28 har även tillverkats på Irland. Beteckningen "28" kommer av båtens deplacement, som är 2,8 ton, och inte av längden som är 29 fot.